# Bernard London
Bernard London fue un agente inmobiliario (broker) ruso-estadounidense, conocido sobre todo por su informe de 1932: Ending the depression through planned obsolescence (Finalización de la depresión a través de la obsolescencia programada). En este documento declaró que el problema de la depresión era debido a la alteración de las relaciones humanas:

Principalmente, lo que este país y otros países están padeciendo es debido a la alteración de las relaciones humanas . Las fábricas, almacenes y campos están todavía intactos y están listos para producir en cantidades ilimitadas, pero las ganas de seguir adelante han sido paralizadas por una disminución en el poder adquisitivo. Los problemas existentes han sido generados por el hombre, y el remedio debe ser concebido por el hombre y ejecutado por el hombre.

La solución a este problema  sería planificar la Obsolescencia de los productos nuevos ya que al fenecer estos habría que adquir otros nuevos para reemplazarlos, estimulando por lo tanto de este modo la economía:

En pocas palabras, la esencia de mi plan (tesis) para Lograr los fines tan deseados consiste en planificar la Obsolescencia de los bienes de capital y de consumo en el momento de su fabricación.

Esto no sería una solución "de una vez", sino una política continua que también generaría ingresos para los gobiernos. Aun así, durante los periodos de plena ocupación la 'vida' de los bienes podría ser extendida:

¿No sería beneficioso gastar una suma de -digamos- dos billones de dólares para comprar, inmediatamente, edificios obsoletos e inútiles, maquinaria, automóviles y otros tipos de chatarra y en su lugar invertir de veinte a treinta  mil millones de dólares en generar trabajo en los campos de la construcción y de la fabricación industrial? Tal proceso pondría al país entero en el camino de la recuperación, restaurando eventualmente la normalidad del empleo y la prosperidad en los negocios.